# Patrick Mulliez
Patrick Mulliez, né le 2 novembre 1940, est un homme d'affaires français.

## Biographie
Patrick Mulliez, né le 2 novembre 1940, est le fils de Gérard Mulliez (1906-1989), dirigeant de l'entreprise familiale textile Phildar, et de Françoise, Robertine, Marie Cavrois (1911-2008). Son frère Gérard Mulliez est également notoire pour avoir fondé la chaîne de supermarchés Auchan. 
Il est marié et père de cinq filles.

### Parcours professionnel
En 1978, alors qu'il est chef de rayon d'un magasin de prêt-à-porter, il fonde le groupe de distribution de prêt-à-porter Kiabi,,.
En 1996, il co-fonde avec son frère Gérard le groupe Acadie regroupant des marques de l'Association familiale Mulliez : Tape à l'œil, Isabelle Atkins et Granita,.
En mai 2016, son domicile est perquisitionné dans le cadre de l'enquête sur les soupçons de fraude fiscale et blanchiment de fraude fiscale de la famille Mulliez.